# Bockabanan
Bockabanan är en oelektrifierad normalspårig järnväg mellan Nässjö och Hultsfred i Småland. Sträckan är 83 kilometer lång. Persontrafiken lades ner den 14 december 2014 mellan Eksjö och Oskarshamn. Den nuvarande persontrafiken Nässjö-Eksjö bedrivs av Jönköpings Länstrafik under varumärket Krösatågen. Trafiken utförs med dieselmotorvagnen Y31. Godstrafik förekommer längs hela banan.

## Historia
Bockabanan mellan Nässjö–Hultsfred var ursprungligen en del av Nässjö–Oskarshamns Järnvägs AB (NOJ), som bildades 1869 och var färdig 1874. NOJ förstatligades 1946 och införlivades i Statens Järnvägar (SJ).
Under 1990-talet splittrades det förutvarande NOJ upp i enskilda bandelar av Banverket då trafiken utmed järnvägen förändrades. De andra delarna av NOJ, Hultsfred–Berga och Berga–Oskarshamn, är numera en del av Stångådalsbanan enligt Trafikverkets nuvarande indelning.
Persontrafiken lades ner redan år 2005 på sträckan Berga - Oskarshamn då BK-tåg gick i konkurs som var entreprenör åt Jönköpings länstrafik och bedrev Kröstågstrafiken. 11 december 2011 återupptogs persontrafiken på sträckan Berga - Oskarshamn. Den 14 december 2014 lades persontrafiken ned på sträckan Eksjö-Mariannelund-Hultsfred. Hösten 2016 beslöt man dock att återuppta persontrafiken, om än i mycket begränsad skala, under en försöksperiod.
Persontrafiken har till en stor del utförts med tågtypen Y1 sedan Krösatågen startade, men från slutet av 2011 används enbart tågtyperna Y31 och Y32.

## Banstandard
Banstandarden på Bockabanan är mindre god. Banan saknar både ATC och fjärrblockering och dessutom är antalet ställen tågen kan mötas på ytterst begränsat. Tågmöten sker endast i Eksjö och Hjältevad, men tåg kan även teoretiskt mötas i Mariannelund, dock inte i praktiken eftersom stationen av Trafikverket är klassad som icke-bevakningsbar.

### Källor

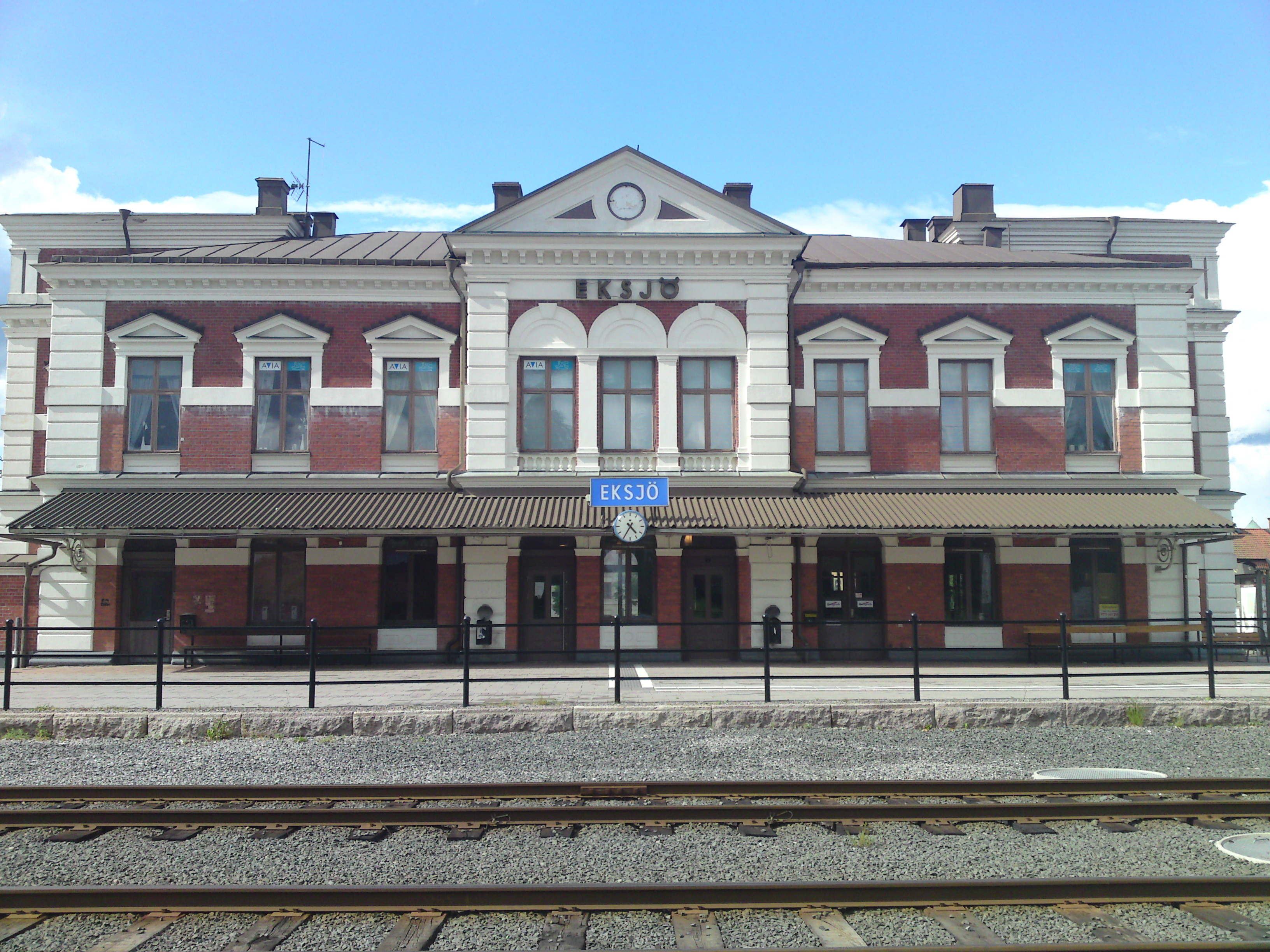
Eksjö station